# Gibson EDS-1275
Gibson EDS-1275 je dvoukrká elektrická kytara.

## Historie
Kytaru začala vyrábět firma Gibson od roku 1958. Kytaru proslavil Jimmy Page z anglické legendární kapely Led Zeppelin použitím ve skladbě „Stairway to Heaven“.

## Konstrukce
Jeden krk je šestistrunný a jeden dvanáctistrunný. Její tělo je z mahagonového dřeva a krky z dřeva javorového. Na korpusu jsou celkem 4 snímače – dva humbuckery 490R Alnico magnet humbucker (12strunná) a dva humbuckery 490T Alnico magnet humbucker (6strunná). Kytara má 2 hlasitostní a 2 tónové potenciometry, třícestný přepínač snímačů a třícestný „krkový“ přepínač.